# Matsushige
Matsushige (松茂町?) è una cittadina giapponese della prefettura di Tokushima.